# صديق باي
صديق باي (مواليد 9 أبريل 1999) هو لاعب كرة سلة أمريكي يلعب في مركز لاعب هجوم صغير الجسم في نادي ديترويت بيستونز.

## روابط خارجية
- صديق باي على موقع إن بي أي (الإنجليزية)
- صديق باي على موقع سبورتس رفرنس (الإنجليزية)
- صديق باي على موقع كرة السلة الأوروبية.كوم (الإنجليزية)
- صديق باي على موقع إي إس بي إن.كوم (الإنجليزية)
- صديق باي على موقع كلية كرة السلة في سبورتس رفرنس.كوم (الإنجليزية)
- صديق باي على موقع ريلجم (الإنجليزية)
- صديق باي على موقع بروبوليرز (الإنجليزية)